# Solotyj Kolodjas
Solotyj Kolodjas (ukrainisch Золотий Колодязь) ist ein Dorf in der Ukraine im Rajon Pokrowsk in der Oblast Donezk mit etwa 910 Einwohnern (2001).

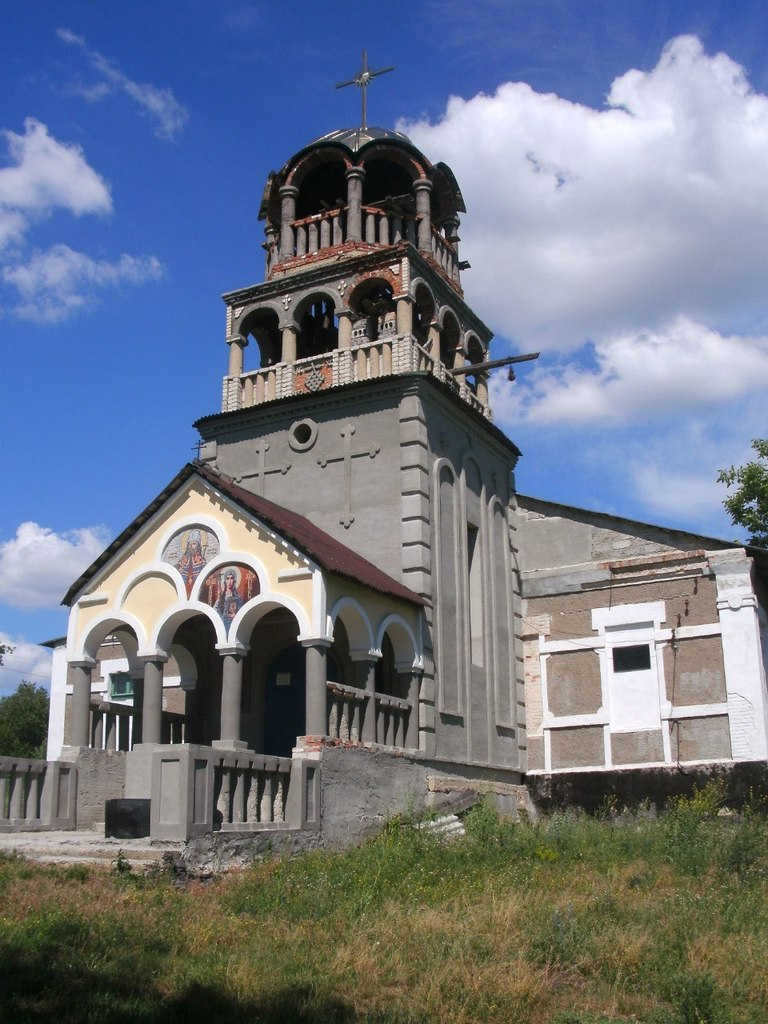
Kirche im Ort

Am 12. Juni 2020 wurde das Dorf ein Teil der neugegründeten Landgemeinde Schachowe, bis dahin bildete es zusammen mit den Dörfern Hruske (Грузьке), Kutscheriw Jar (Кучерів Яр), Lidyne (Лідине), Marjiwka (Мар'ївка), Nowotrojizke (Новотроїцьке), Petriwka (Петрівка) und Wessele (Веселе) die gleichnamige Landratsgemeinde Solotyj Kolodjas (Золотоколодязька сільська рада/Solotokolodjaska selyschtschna rada) im Nordosten des Rajons Dobropillja.
Am 17. Juli 2020 wurde der Ort selbst ein Teil des Rajons Pokrowsk.

## Geschichte

### Russisch-Ukrainischer Krieg
Am 23. Mai 2014 führte eine Sabotagegruppe russischer Truppen einen Angriff auf den Kontrollpunkt der Streitkräfte der Ukraine in der Nähe des Dorfes an der Straße „Dobropillya-Kramatorsk“ durch. Nach Zeugenaussagen näherten sich dem Kontrollpunkt ein Patrouillenwagen und ein Geldtransporter. Während des Halts der Fahrzeuge zur Überprüfung der Dokumente wurden Granaten aus ihnen geworfen, und es wurde das Feuer eröffnet. Während des Kampfes kamen ukrainische Soldaten der 93. Selbständiger mechanisierter Brigade ums Leben. Am 27. Mai 2014 gab es einen weiteren Angriff, bei dem noch ein Soldat starb.

## Demographie

### Sprache
| Muttersprache | 2001 (%) |
| ------------- | -------- |
| Ukrainisch    | 92,20    |
| Russisch      | 6,59     |
| Armenisch     | 1,21     |